# Ruitenzesvlak

spits ruitenzesvlak

Een ruitenzesvlak is een zesvlak, waarvan de zijvlakken congruente ruiten zijn. Het is een romboëder, een parallellepipedum en een trapezoëder.
Een ruitenzesvlak, waarvan de verhouding tussen de beide diagonalen gelijk aan de gulden snede is, heet ook wel een gouden ruitenzesvlak. Er zijn daar twee vormen van, een spits ruitenzesvlak en een stomp.